# Chloroclystis dentatissima
Chloroclystis dentatissima är en fjärilsart som beskrevs av W. Warren 1898. Chloroclystis dentatissima ingår i släktet Chloroclystis och familjen mätare. Inga underarter finns listade i Catalogue of Life.